# Юськаси (Цівільський район)
Юська́си (рос. Юськасы, чув. Йӳçкасси) — присілок у складі Цівільського району Чувашії, Росія. Входить до складу Медікасинського сільського поселення.
Населення — 18 осіб (2010; 35 у 2002).
Національний склад:
- чуваші — 100 %